# Thảm họa của chiến tranh

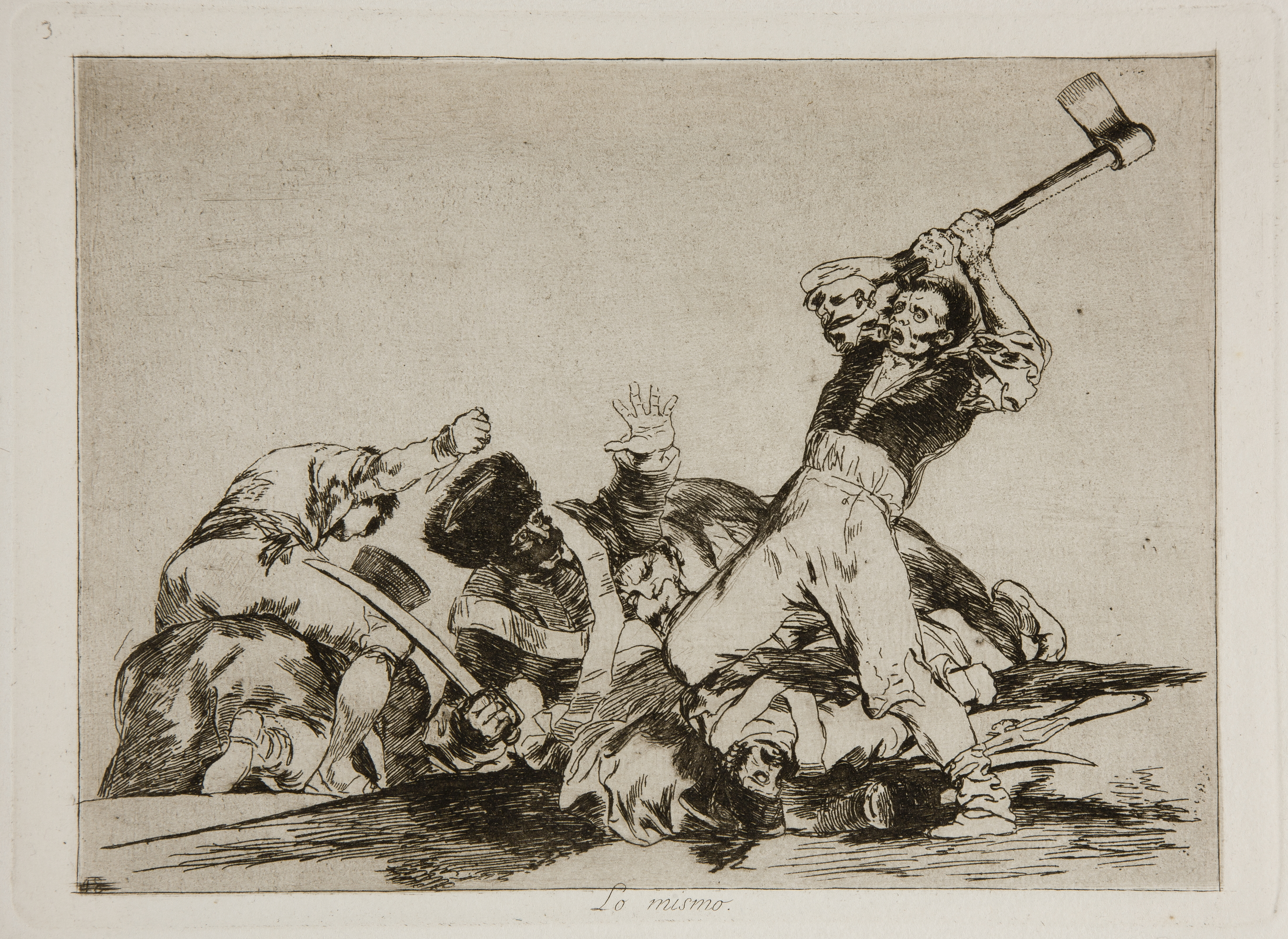
Tấm 3: Lo mismo (Sự giống nhau). Một người đàn ông sắp chém đầu một người lính bằng rìu.

Thảm họa của chiển tranh (tiếng Tây Ban Nha: Los desastres de la guerra) là một loạt 82 bản in được tạo ra từ năm 1810 đến 1820 bởi họa sĩ và nhà in ấn người Tây Ban Nha Francisco de Goya (1746–1828). Mặc dù Goya không biết rõ ý định của mình khi tạo ra các tấm, nhưng các nhà sử học nghệ thuật coi chúng như một sự phản kháng trực quan chống lại bạo lực của Cuộc nổi dậy Dos de Mayo năm 1808, sau đó là Chiến tranh bán đảo (1808–1814) và những thất bại cho sự tự do sau khi khôi phục chế độ quân chủ Bourbon vào năm 1814. Trong cuộc xung đột giữa Đế quốc Pháp và Tây Ban Nha của Napoleon, Goya vẫn giữ vị trí họa sĩ triều đình đầu tiên cho nhà cai trị Tây Ban Nha và tiếp tục sản xuất chân dung của các nhà cai trị Tây Ban Nha và Pháp. Mặc dù bị ảnh hưởng sâu sắc bởi chiến tranh, ông vẫn giữ kín những suy nghĩ của mình về nghệ thuật mà ông tạo ra để đối phó với cuộc xung đột và hậu quả của nó. Ông có sức khỏe kém và gần như bị điếc khi ở tuổi 62, ông bắt đầu làm việc với các bản in. Chúng không được công bố cho đến năm 1863, 35 năm sau khi ông qua đời. Có vẻ như chỉ sau đó nó được coi là an toàn về mặt chính trị để phân phối một chuỗi các tác phẩm nghệ thuật chỉ trích cả người Pháp và nhà Bourbon đang được khôi phục. Tổng cộng có hơn một nghìn bộ đã được in, mặc dù những bộ sau này có chất lượng thấp hơn và hầu hết các bộ sưu tập phòng in đều có ít nhất một số bộ.

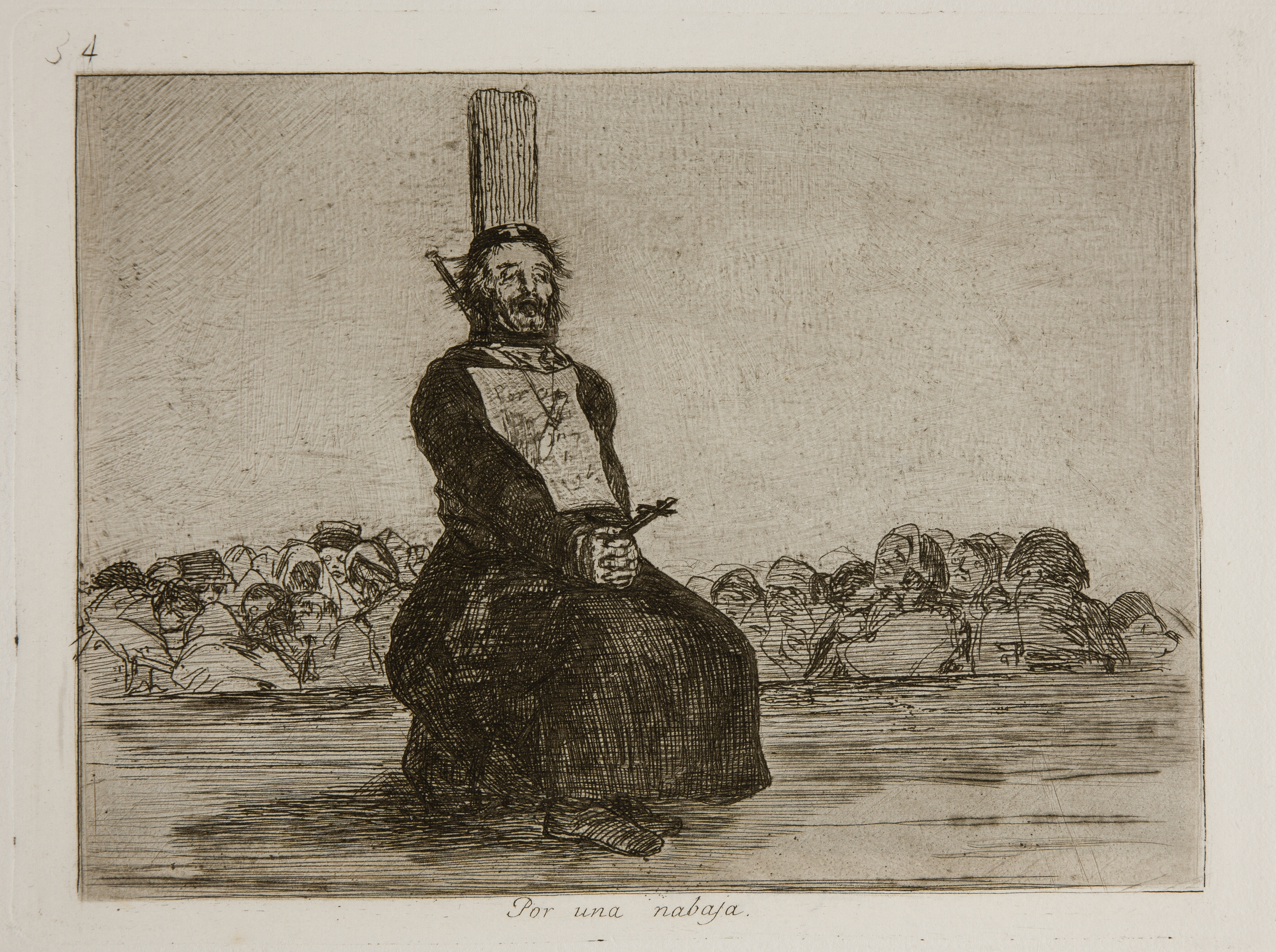
Plate 34: Por una navaja (For a clasp knife). Một linh mục bị trói siết nắm một cây thánh giá trong tay. Bị ghim vào ngực là một mô tả về tội ác khiến anh ta bị giết chết—sở hữu một con dao.

Cái tên mà bộ truyện được biết đến ngày nay không phải là của riêng Goya. Tiêu đề viết tay của ông trong một album bằng chứng được trao cho một người bạn đọc: Hậu quả chết người của cuộc chiến đẫm máu của Tây Ban Nha với Bonaparte, và sự biến đổi đột ngột mạnh mẽ khác (tiếng Tây Ban Nha: Fatales consequencias de la sangrienta guerra en España con Buonaparte, Y otros caprichos enfáticos). Ngoài các tiêu đề hoặc chú thích cho mỗi bản in, đây là những từ chỉ được biết đến của Goya trên sê-ri. Với những tác phẩm này, ông phá vỡ một số truyền thống họa sĩ. Ông từ chối các anh hùng đánh bom của hầu hết các nghệ thuật chiến tranh Tây Ban Nha trước đây để cho thấy tác động của xung đột đối với các cá nhân. Ngoài ra, anh ta từ bỏ màu sắc để ủng hộ một sự thật trực tiếp hơn mà anh ta tìm thấy trong bóng tối và bóng râm.
Sê-ri được sản xuất bằng nhiều kỹ thuật in intaglio, chủ yếu là khắc axit cho bản vẽ và aquatint cho các khu vực tông màu, nhưng cũng có sử dụng khắc và điểm khô. Cũng như nhiều bản in của Goya khác, đôi khi chúng được gọi là aquatint, nhưng thường xuyên hơn là khắc. Sê-ri thường được xem xét trong ba nhóm phản ánh rộng rãi thứ tự tạo ra của chúng. 47 tấm đầu tiên tập trung vào các sự cố từ chiến tranh và cho thấy hậu quả của cuộc xung đột đối với từng binh sĩ và thường dân. Sê-ri giữa (tấm 48 đến 64) ghi lại những ảnh hưởng của nạn đói xảy ra ở Madrid vào năm 1811, 12, trước khi thành phố được giải phóng khỏi Pháp. 17 cuối cùng phản ánh sự thất vọng cay đắng của những người tự do khi chế độ quân chủ Bourbon được khôi phục, được khuyến khích bởi hệ thống cấp bậc Công giáo, đã bác bỏ Hiến pháp Tây Ban Nha năm 1812 và phản đối cả cải cách nhà nước và tôn giáo. Những cảnh tàn bạo, đói khát, suy thoái và tủi nhục của Goya đã được mô tả là "cơn thịnh nộ của cơn thịnh nộ". Bản chất nối tiếp mà các tấm mở ra đã khiến một số người nhìn thấy những hình ảnh có bản chất tương tự như nhiếp ảnh.